# Eupithecia jezonica
Eupithecia jezonica är en fjärilsart som beskrevs av Matsumura 1927. Eupithecia jezonica ingår i släktet Eupithecia och familjen mätare. Inga underarter finns listade i Catalogue of Life.